# Dopo l'architettura moderna
Dopo l'architettura moderna è un saggio di storia dell'architettura di Paolo Portoghesi, edito dalla casa editrice Laterza, nella collana "Biblioteca di Cultura Moderna".

## Caratteristiche
Il volume (291 pagine + numerose tavole), descrive le caratteristiche dell'architettura "post-moderna", vale a dire quella sviluppatasi negli anni Settanta in tutto il mondo, come reazione allo "Stile internazionale" ed al "Movimento Moderno".
Il saggio passa quindi in rassegna, con ampia documentazione critica, la produzione di architetti quali Robert Venturi, Charles Moore, Ricardo Bofill, Aldo Rossi e i Five Architects.

## Struttura
L'opera è suddivisa nei seguenti nove capitoli:
1. La pista di cenere;
2. La condizione post-moderna;
3. Architettura e crisi dell'energia;
4. La forma consegue il fiasco;
5. I primitivi di una nuova sensibilità;
6. Lo star system e la crisi dello statuto funzionalista;
7. L'Italia in ritirata;
8. La vicenda americana;
9. L'orizzonte europeo.

Seguono una bibliografia ed un indice dei nomi.

## Edizioni
- Paolo Portoghesi, Dopo l'architettura moderna, Laterza, 1980